# Une vie avec Oradour
Pour plus de détails, voir Fiche technique et Distribution.
Une vie avec Oradour est un documentaire français coécrit, coproduit et réalisé par Patrick Séraudie, sorti en 2011.
Il aborde le massacre d'Oradour-sur-Glane et son impact humain à travers le parcours de Robert Hébras et dans une moindre mesure Jean-Marcel Darthout, deux des six survivants de ce drame de la Seconde Guerre mondiale perpétré par des SS dans le village d'Oradour-sur-Glane (Haute-Vienne), le 10 juin 1944.

## Fiche technique
- Titre original : Une vie avec Oradour
- Réalisation : Patrick Séraudie
- Scénario : Pascal Plas et Patrick Séraudie
- Photographie : Maxime Jouy
- Son : Jean-Marc Dussardier et Richard Escola
- Montage : Michel Delsol
- Musique : Pierre Redon
- Production : Isabelle Neuvialle et Patrick Séraudie
- Sociétés de production : Pyramide Production ; France Télévisions et Centre de la mémoire (coproductions)
- Société de distribution : Nour Films
- Pays d'origine :  France
- Langue originale : français
- Format : couleur
- Genre : documentaire
- Durée : 84 minutes
- Date de sortie : France : 21 septembre 2011

## Distribution
- Robert Hébras
- Jean-Marcel Darthout

## Accueil

### Accueil critique
Jacques Mandelbaum du Monde résume ce film en « la douleur, la révolte et la dignité imprègnent ce film très simple, devant lequel tout spectateur ne peut que saluer l'extraordinaire tenue de ces hommes qui ont alors perdu ce qu'ils avaient de plus cher et qui n'en ont pas moins continué à vivre, dans la haute solitude que confère ce destin » et Mathilde Blottière du Télérama le souligne qu'« en recueillant, sur les lieux mêmes de la tragédie, sa parole précieuse et poignante, ce film contribue lui aussi à remplir un devoir de mémoire ».

### Internet
- Dossier de presse